# Troy Daniels
Troy Daniels (Roanoke, 15 de julho de 1991) é um jogador norte-americano de basquete profissional que atualmente joga pelos Denver Nuggets, disputando a National Basketball Association (NBA). 